# La sirena (racconto)
La sirena è un racconto lungo di Giuseppe Tomasi di Lampedusa, noto anche come Lighea, dal nome scelto dalla moglie dello scrittore per la sirena che è al centro di una scrittura che si sviluppa tra un piano di realismo narrato e un piano fantastico evocato.

## Vicenda editoriale
Scritta nell'inverno del 1956-1957, la novella è il frutto della breve e tardiva stagione creativa che, in un brevissimo giro di anni (1956-1958), avrebbe portato l'autore a scrivere una piccola serie di racconti e opere di varia natura, inclusi lavori saggistici, tra cui il romanzo Il Gattopardo, a sperimentare l'insuccesso senza appello delle sue aspirazioni letterarie, ad andare incontro alla morte senza riuscire a vedere pubblicato alcuno dei suoi lavori letterari.
Il racconto, insieme ad altri, fu pubblicato solo postumo, nel 1961, da Feltrinelli, la stessa casa editrice a cui si doveva, tre anni prima, l'intuizione che aveva portato alla pubblicazione postuma del romanzo Il Gattopardo, una scelta coronata dal successo di critica e di pubblico che avrebbe consacrato l'autore su scala internazionale. Il manoscritto fu consegnato da Elena Croce (figlia del filosofo Benedetto) a Giorgio Bassani, che ne curò l'edizione e la prefazione presso l'editore milanese.

## Trama
La narrazione ha inizio nel 1938 in una Torino brumosa e invernale, in cui avviene l'incontro tra due personalità diversissime tra loro, entrambi siciliani: l'illustre classicista Rosario La Ciura, professore in pensione, e il giovane Paolo Corbera di Salina, di nobili natali, laureato in legge e mediocre giornalista della Stampa, dall'orgoglio distrutto dopo essere stato "mollato" da due donnine (tote) ferite nell'orgoglio dalla scoperta della duplice relazione da lui intrattenuta.
Nonostante il divario culturale e generazionale, e le asprezze caratteriali del professore, dall'incontro, avvenuto in un bar di via Po, il giovane riesce a guadagnarsi, senza neppure saper come, la simpatia del professore. Ne nasce una reciproco interesse e un sodalizio di familiarità che porta pian piano il professore ad aprirsi con confidenza a quel giovane e a raccontargli di un episodio lontano, durante la preparazione al concorso per la cattedra di greco presso l'Università di Pavia. In quei giorni, rischiando di impazzire dopo mesi di studio matto, fu invitato da un amico a trasferirsi in una casupole sulle coste deserte della Sicilia, presso Augusta, dove l'incontro magico con una sirena lo avrebbe salvato e gli avrebbe cambiato per sempre la vita.